# 宍戸梅軒
宍戸 梅軒（ししど ばいけん）は、剣豪・宮本武蔵の伝記『二天記』に登場する伊賀国の鎖鎌の使い手「宍戸某」なる人物を元に、吉川英治が小説『宮本武蔵』において脚色・創作した登場人物である。
小説では「宍戸八重垣流」という流派を自ら編み出した鎖鎌の達人で、慶長10年（1605年）に宮本武蔵と決闘を演じた。
『宮本武蔵』の登場人物の中でもとりわけ個性的な魅力に富み、人気が高い。「鎖鎌」という個性的な武具を操る。武蔵との決闘場面は、作品前半を彩る鮮烈なエピソードのひとつであり、映画化作品等においてもまず欠かせない見せ所となっている。宍戸梅軒はいわゆる求道的「武芸者」としては描かれておらず、野武士集団の頭目であり、武芸というよりは殺傷術の一つとして自らの鎖鎌の技を鍛錬している。いまだ道としての「剣」に目覚めていない、荒くれ者の痕跡を残した小説前半の新免武蔵にとって、いわば「自らに近しい何者か」として現れる敵であり、その成長過程において乗り越えられるべき壁として描かれた、と言って良いだろう。
モデルとなった宍戸某は、『二天記』における記載のほかに実在を示す証拠はない。また『二天記』は史料性に乏しく、この記載自体も武蔵の死後に付け加えられたものだと一般に考証されている。
「宍戸梅軒」の名前については、福島県で活動した実在の俳人である宍戸梅軒から取ったと考えられる。大正の初め、本格的に作家活動を開始する以前の吉川と、この宍戸梅軒が山梨県の旅先で知り合い、意気投合して深夜まで語り合ったという逸話が伝わっている。